# Њу Ингланд (Северна Дакота)
Њу Ингланд (енгл. New England) град је у америчкој савезној држави Северна Дакота.

## Демографија
По попису из 2010. године број становника је 600, што је 45 (8,1%) становника више него 2000. године.
| Група             | 2000.       | 2010.       |
| Белци             | 543 (97,8%) | 543 (90,5%) |
| Афроамериканци    | 0 (0,0%)    | 6 (1,0%)    |
| Азијати           | 2 (0,4%)    | 1 (0,2%)    |
| Хиспаноамериканци | 2 (0,4%)    | 3 (0,5%)    |
| Укупно            | 555         | 600         |